# Lišov (powiat Krupina)
Lišov – wieś (obec) na Słowacji położona w kraju bańskobystrzyckim, w powiecie Krupina. Pierwsze wzmianki o miejscowości pochodzą z roku 1235.
Według danych z dnia 31 grudnia 2012, wieś zamieszkiwało 247 osób, w tym 118 kobiet i 129 mężczyzn.
W 2001 roku pod względem narodowości i przynależności etnicznej 99,63% mieszkańców stanowili Słowacy, a 0,37% Węgrzy.
Ze względu na wyznawaną religię struktura mieszkańców kształtowała się w 2001 roku następująco:
- Katolicy rzymscy – 30,04%
- Ewangelicy – 68,5%
- Ateiści – 0,37%
- Nie podano – 1,1%